# Ajowan
Trachyspermum ammi
Espèce
Classification phylogénétique
L'Ajowan (Trachyspermum ammi) est la graine d'une plante originaire du sud de l'Inde proche du carvi, du cumin et de l'aneth. Son goût rappelle celui du thym.

## Caractéristiques botaniques
- Famille des Apiaceae (anciennement ombellifères)
- Plante annuelle
- Floraison : fait des fleurs de couleur rouge.
- Feuilles duveteuses.
- Graines : petites graines ovales, striées, courbes et gris-vert qui ressemblent aux graines de cumin en miniature.

## Utilisation

### Usage culinaire
C'est une épice utilisée en Inde, surtout dans les plats végétariens. On peut notamment l'utiliser dans des hors-d'œuvre feuilletés, dans des plats de haricots ou dans des galettes indiennes. Elle fait aussi souvent partie des mélanges destinés à la friture d’épices (tadka). En Asie, elle est surtout utilisée dans la fabrication des pains et des pâtisseries ainsi que sur les légumes cuits.

### Usage thérapeutique
L'ajowan est surtout utilisée pour soigner les problèmes gastriques ; il suffit pour cela de mâcher des graines. Cette plante peut aussi soigner des rhumatismes et l'asthme, sous forme de cataplasmes.

L'ajowan est également utilisée sous forme d'huile essentielle en application locale pour traiter diverses infections bactériennes même sévères.
Son huile essentielle se présente sous la forme d'un liquide mobile, limpide, transparent à brun. Son odeur est semblable à celle du thym. Elle est composée de :
| Composé         | pourcentage |
| --------------- | ----------- |
| para-cymène     | 18,20       |
| gamma-terpinène | 40,41       |
| béta-pinène     | 3,09        |
| thymol          | 34,40       |

## Culture
L'ajowan est cultivée en Inde, en Iran, au Pakistan, en Afghanistan et en Égypte. Les graines mûres une fois récoltées sont séchées et battues.

## Synonymes
- Ammi copticumL.
- Carum copticum (L.) Benth. & Hook.f. ex C.B.Clarke
- Trachyspermum copticum (L.) Link